# Кохов лонац
Кохов лонац је апарат за фракциону, односно непотпуну, влажну стерилизацију, уз помоћ загрејане водене паре, која струји, са поклопцем и двоструким дном. У централном делу налази се комора са решетком, док је доњи део испуњен са водом, која путује према поклопцу. Материјал за стерилизацију се поставља на решетку. Може да послужи за уништавање вегетативних облика бактерија, на посућу, прибору и храни.

## Историја
Први стерилизатор на бази водене паре под притиском, или аутоклав, који је достизао температуру до 120°C, изумео је Чарлс Чембрленд (енгл. Charles Chamberland) у периоду између (1876—1880), али његов изум није био општеприхваћен. Верујући да водена пара на високом притиску може да упропасти лабораторијске инструменте, Роберт Кох, на челу групе немачких истраживача је 1881. године развио апрат заснован на принципу кружења водене паре, без притиска. Кох је иначе уочио да влажна топлота, односно водена пара има далеко јаче дејство од суве топлоте. Он је у једном експерименту показао како након четири сата излагања на температурама 140-150°C, споре ипак успевају да опстају, док на воденој пари и на температури од 120°C за 30 минута, оне бивају потпуно уништене.

## Начин употребе
Кохов лонац се најпре напуни са водом, до одређеног нивоа. Материјал за стерилизацију се ставља на решетку, а лонац се затрвори поклопцем. Апарат се укључује преко утикача за електричну мрежу, са уземљењем. Вода у апарату загрева се са електричним грејачем, а до кључања, при чему се ствара водена пара која струји кроз лонац и излази кроз отвор за одвод водене паре. При кључању долази до губитка воде, која мора да се стално надокнађује, доводом водене паре помоћу спојних судова. Ниво воде контролише се на водомеру. Вишак воде се кроз цеви одводи у посебан суд или канализацију.
Температура паре у Кохловом лонцу износи до 100°C. Апарат има термометар за праћење температуре, а време стерилизације се мери од момента када вода почне да кључа и траје зависно од подлоге, коју треба стерилисати. Вегетативне бактерије обично угину у року од 20 минута, док се споре уништавају за 90. Може да се користи за стерилизацију завоја, а ако је у питању хранљива материја, која са температуром мења ингрендијенте, стерилизација се врши три дана за редом у трајању од 30 до 60 минута, док се остатка времена чува у термостату, како би се споре одржале до следећег дана.
Кохов лонац је обавезан прибор за микробиолошку анализу намирница и предмета опште употребе прање и стерилизацију лабораторијског прибора, у хигијени и хуманој употреби.

## Импровизација
Осим цилиндричне посуде, може да се користи и буре. Једна од импровизација је српско током 1914—1915. године у српској војсци, идеји поручника Стамерса (енгл. Stammers) из британске војне мисије. Користила су се дрвена бурад од вина за депедикулацију (уништавање белих вашки и њихових јаја). Према неким изворима, ово је значано допринело сузбијању епидемије пегавог тифуса Слична импровизација од дрвеног или металног бурета коришћена је и у Другом светском рату, под истим или под називом партизанско буре.